# Blidari, Bacău
Blidari este un sat în comuna Căiuți din județul Bacău, Moldova, România. La recensământul din 2002 avea o populație de 788 locuitori.